# James Watt Automotive
James Watt Automotive est une écurie de sport automobile britannique fondée en 1998 par James Watt.

## Historique

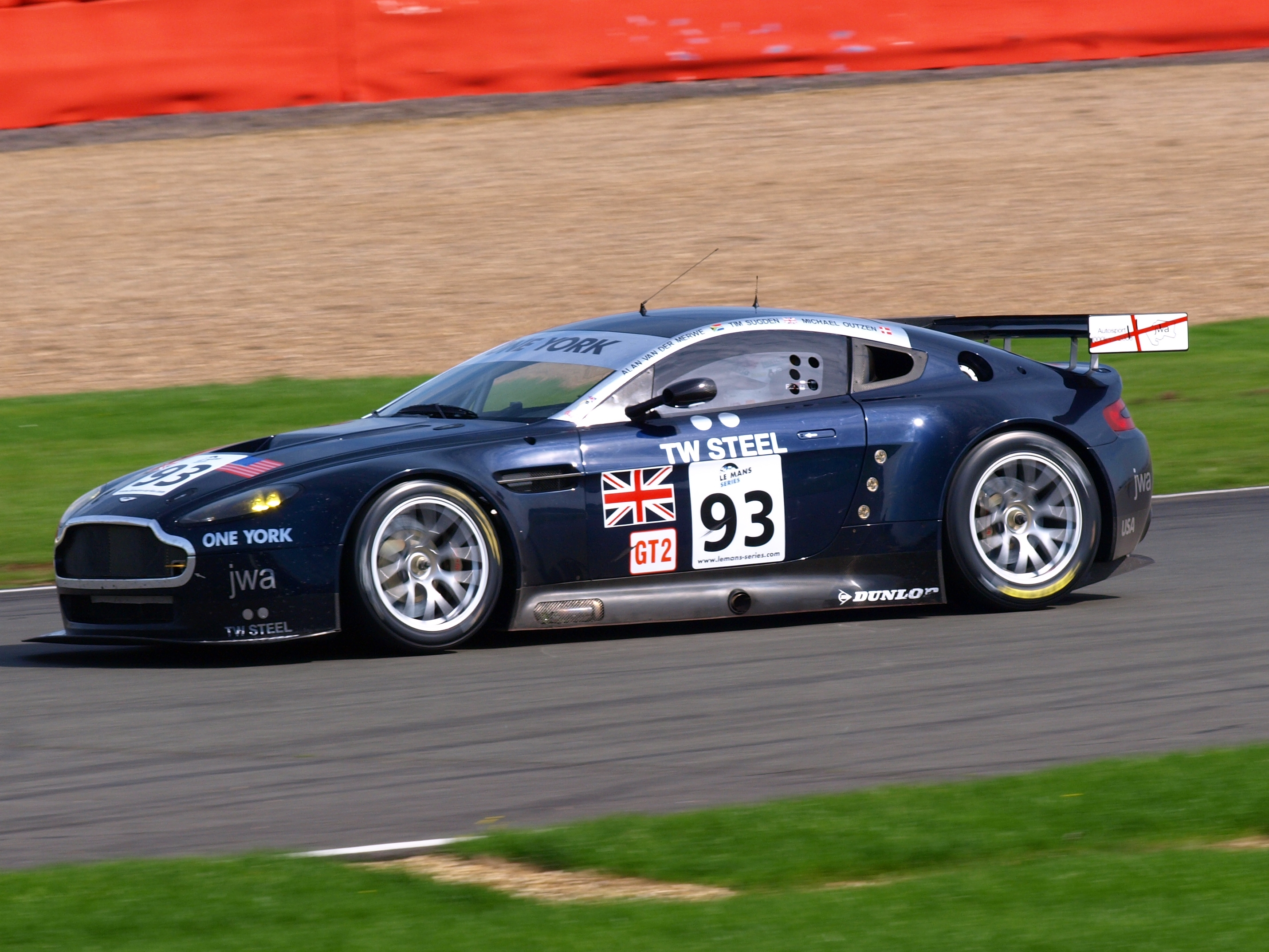
L'Aston Martin V8 Vantage GT2 lors de sa première course en Le Mans Series, aux 1 000 kilomètres de Silverstone 2008.

En 2007, l'écurie participe aux Le Mans Series avec une Porsche 911 GT3 RSR (997).
En septembre 2008, James Watt Automotive devient la première écurie à faire courir une Aston Martin V8 Vantage GT2 en Le Mans Series et en Europe, à l'occasion des 1 000 kilomètres de Silverstone,.
En octobre 2010, l'écurie prend la pole position aux 12 Heures de Hongrie.
En 2012, l'écurie participe au championnat du monde d'endurance FIA dans la catégorie GTE Am, en s'associant avec Avila,.